# Čao (Che-pej)
Čao (čínsky pchin-jinem Zhào, znaky zjednodušené 赵, tradiční 趙) je okres v městské prefektuře Š’-ťia-čuang v provincii Che-pej v Čínské lidové republice. Rozloha okresu je 671 čtverečních kilometrů a v roce 2010 v něm žilo 571 tisíc obyvatel.

## Historie
V období Jar a podzimů a Válčících států zde existoval stát Čao. V 6. století a následujících obdobích zde fungovala komandérie Čao, případně kraj Čao.
Po vzniku Čínské republiky byl roku 1913 kraj Čao reorganizován ve stejnojmenný okres. Po vzniku Čínské lidové republiky se okres Čao stal částí zvláštní oblasti Š’-ťia-čuang. V letech 1958–1961 byl okres přechodně zrušen a jeho území předáno okresu Ning-ťin. Roku 1967 byl Š’-ťia-čuang reorganizován v prefekturu a roku 1993 v městskou prefekturu.